# Idaea geminata
Idaea geminata là một loài bướm đêm trong họ Geometridae.